# Marco Rizzo

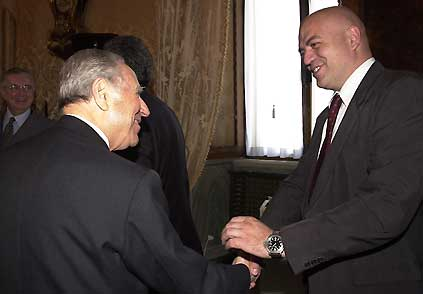
Marco Rizzo (z prawej) i Carlo Azeglio Ciampi w 2001

Marco Rizzo (ur. 12 października 1959 w Turynie) – włoski polityk, działacz komunistyczny, były parlamentarzysta krajowy, eurodeputowany w latach 2004–2009.

## Życiorys
W 1985 ukończył nauki polityczne. Pracował jako dziennikarz oraz (w latach 1985–1994) wykładowca w Centro Orientamento Scolastico. Należał do Włoskiej Partii Komunistycznej, a następnie Odrodzenia Komunistycznego, założonego przez radykalnie lewicowe skrzydło PCI. W latach 1991–1995 był radnym prowincji Turyn.
W latach 1995–1998 zajmował stanowisko koordynatora krajowego sekretariatu PRC. W 1998 odszedł do Partii Komunistów Włoskich. Do 2004 kierował krajowym sekretariatem grupy parlamentarnej tego ugrupowania. W okresie 1994–2004 sprawował mandat posła do Izby Deputowanych XII, XIII i XIV kadencji. W 2004 został wybrany do Parlamentu Europejskiego z listy PdCI. Zasiadał w grupie Zjednoczonej Lewicy Europejskiej i Nordyckiej Zielonej Lewicy. Brał udział w pracach Komisji Rynku Wewnętrznego i Ochrony Konsumentów oraz Delegacji do spraw stosunków z państwami Ameryki Środkowej. Założył później nowe ugrupowanie komunistyczne, które przyjęło nazwę Partito Comunista.